# ایلمناو
ایلمناو شهری در شمال غربی ایالت تورینگن آلمان است. این شهر به خطوط راه‌آهن آلمان متصل است و رود اونس تروت نیز از این شهر عبور می‌کند. این شهر در ۳۳ کیلومتری جنوب شهر ارفورت مرکز ایالت تورینگن و در شمال جنگل تورینگن واقع شده و بزرگترین شهر ایلم-کرایس است.
دانشگاه صنعتی ایلمناو (تأسیس ۱۹۵۳) با بیش از شش هزار دانشجو و دانشکده‌های الکتروتکنیک، اینفورماتیک، مکانیک، ریاضی و اقتصاد در این شهر واقع است.
هر دو سال یک بار بزرگترین جشن دانشجویی بین‌المللی آلمان، ایس وی در این شهر برگزار می‌شود و دانشجویان برگزیده از سرتاسر دنیا در برنامه‌های متنوع فرهنگی تفریحی این جشن شرکت می‌کنند.
حیوان‌های نماد این شهر بز و خروس هستند. از دیدنی‌های شهر از جمله می‌توان به چشمه بز و ساعت مایع (با ظاهری مانند دماسنج، طراحی شده در دانشگاه صنعتی ایلمناو) اشاره نمود.
گوته شاعر آلمانی علاقه ویژه ای به شهر ایلمناو داشته و نزدیک به سی بار به ایلمناو سفر کرده‌است. کلبه کوچک گوته بر روی کوه کیکل هان در نزدیکی ایلمناو همچون موزه شهر گوته در مرکز شهر یکی از جاذبه‌های توریستی این شهر است. گوته در سال ۱۷۸۰ شعر زیبای شباهنگ مرد سرگردان را سروده و روی دیوار این کلبه یادداشت کرده‌است که هم‌اکنون به چندین زبان دنیا روی دیوار شیشه ای دورن کلبه موجود است. برگردان آزاد این شعر به فارسی:
بر فراز قله‌ها گویی
نهرهای آرامش جاریست
در بلندای درختان
به ندرت حتی نسیمی از این شاخه به آن شاخه می‌پرد
و پرنده‌های کوچک در جنگل آواز سکوت می‌خوانند

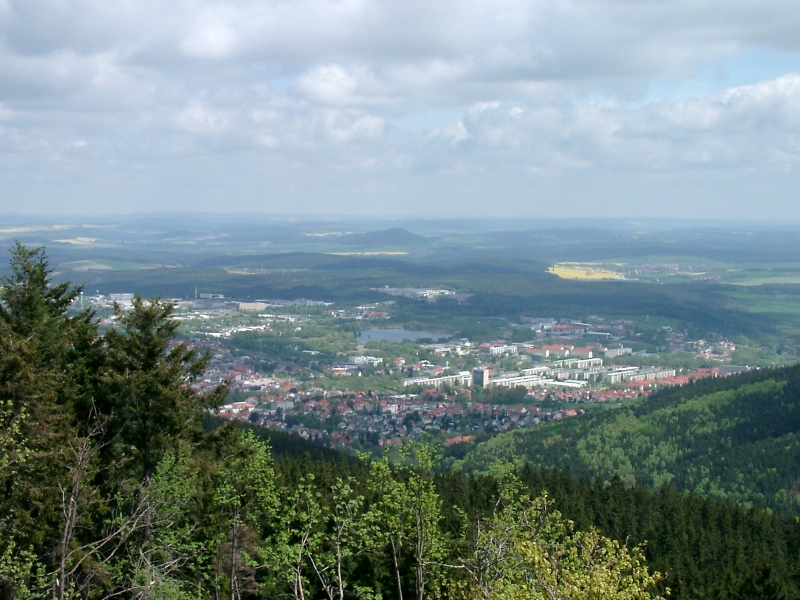
نمایی از شهر از کوه کیکل هان

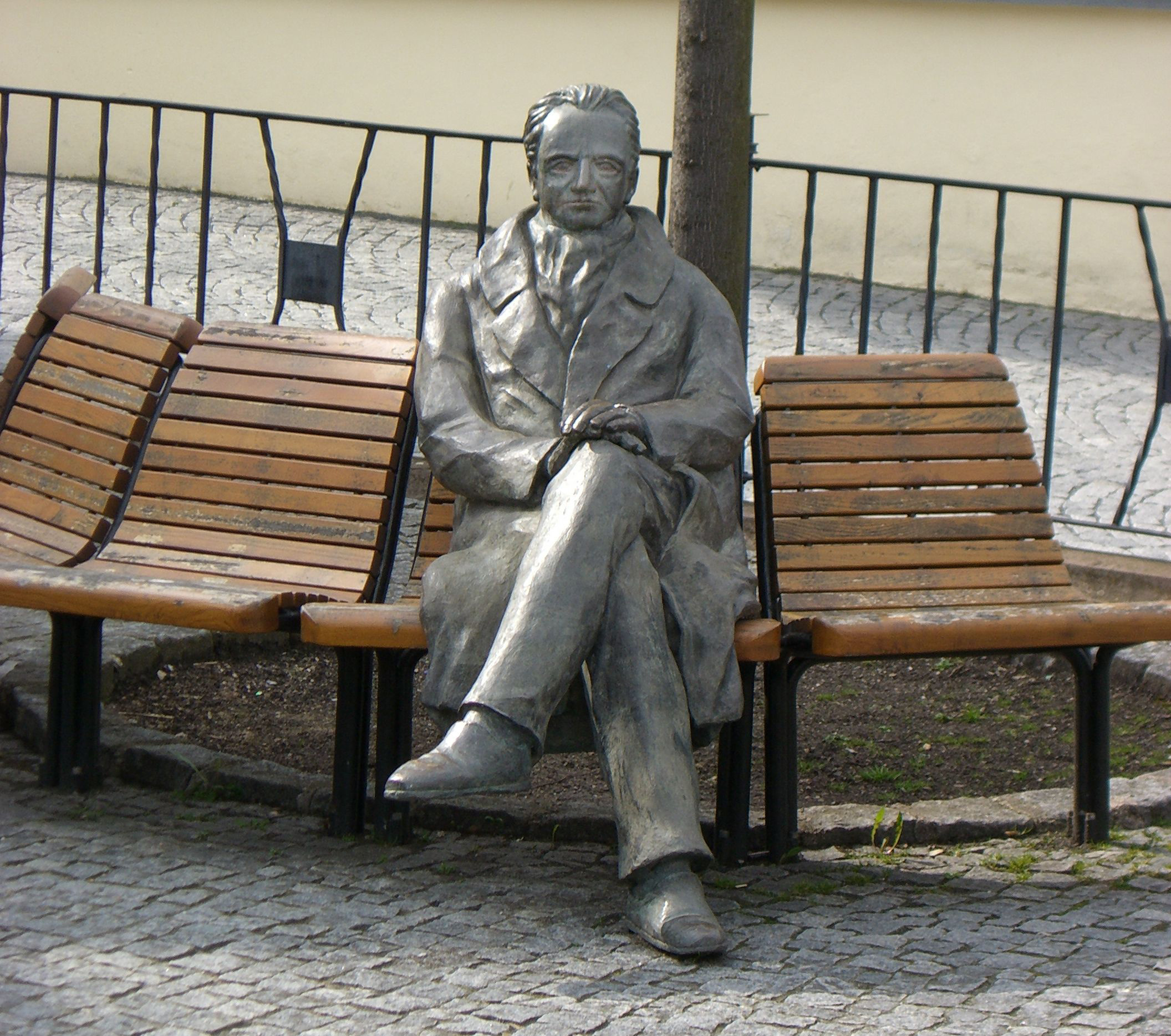
تندیس گوته

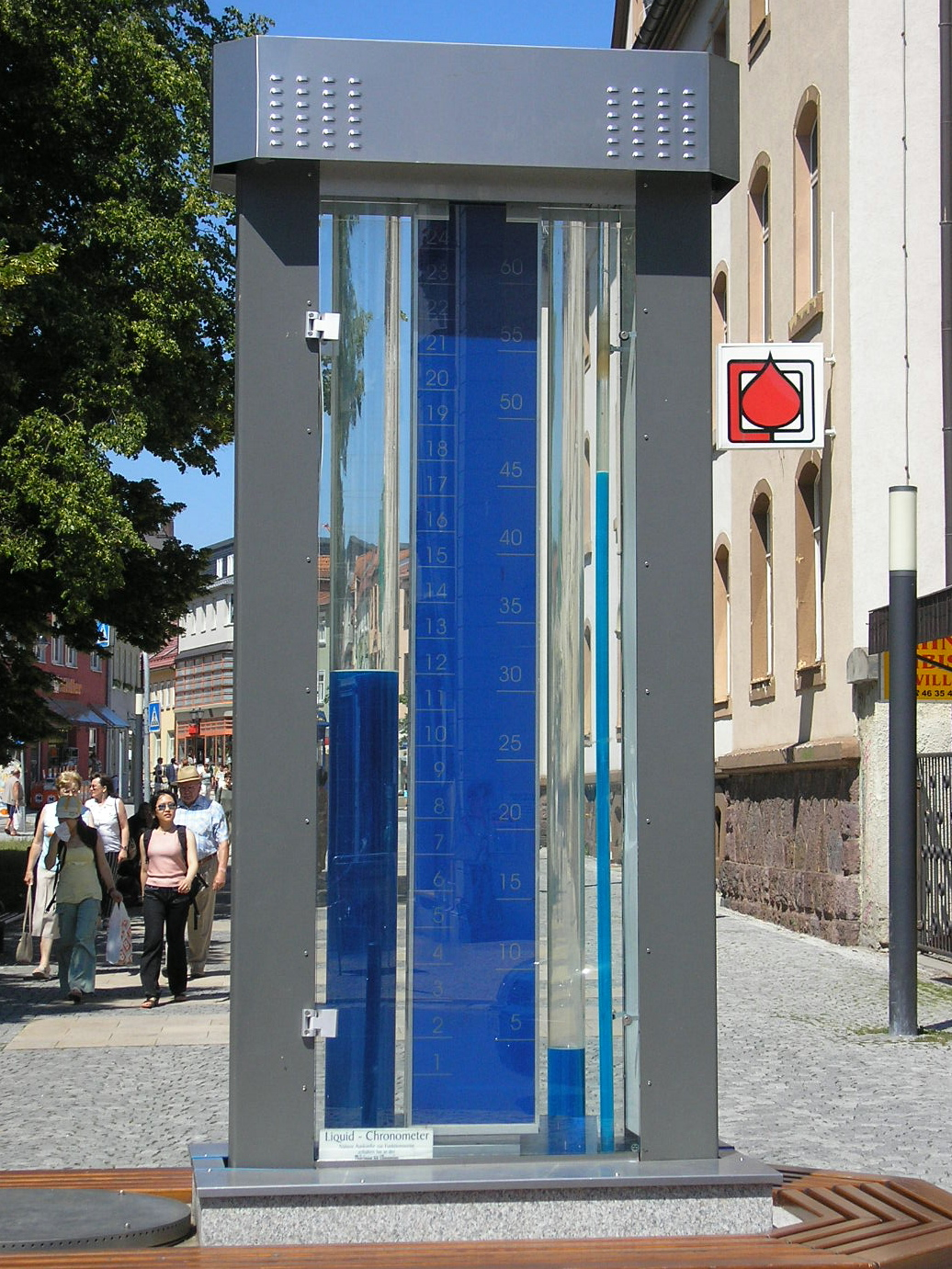
ساعت مایع

صبور باش، به زودی
تو هم به آرامش می‌رسی

## منابع

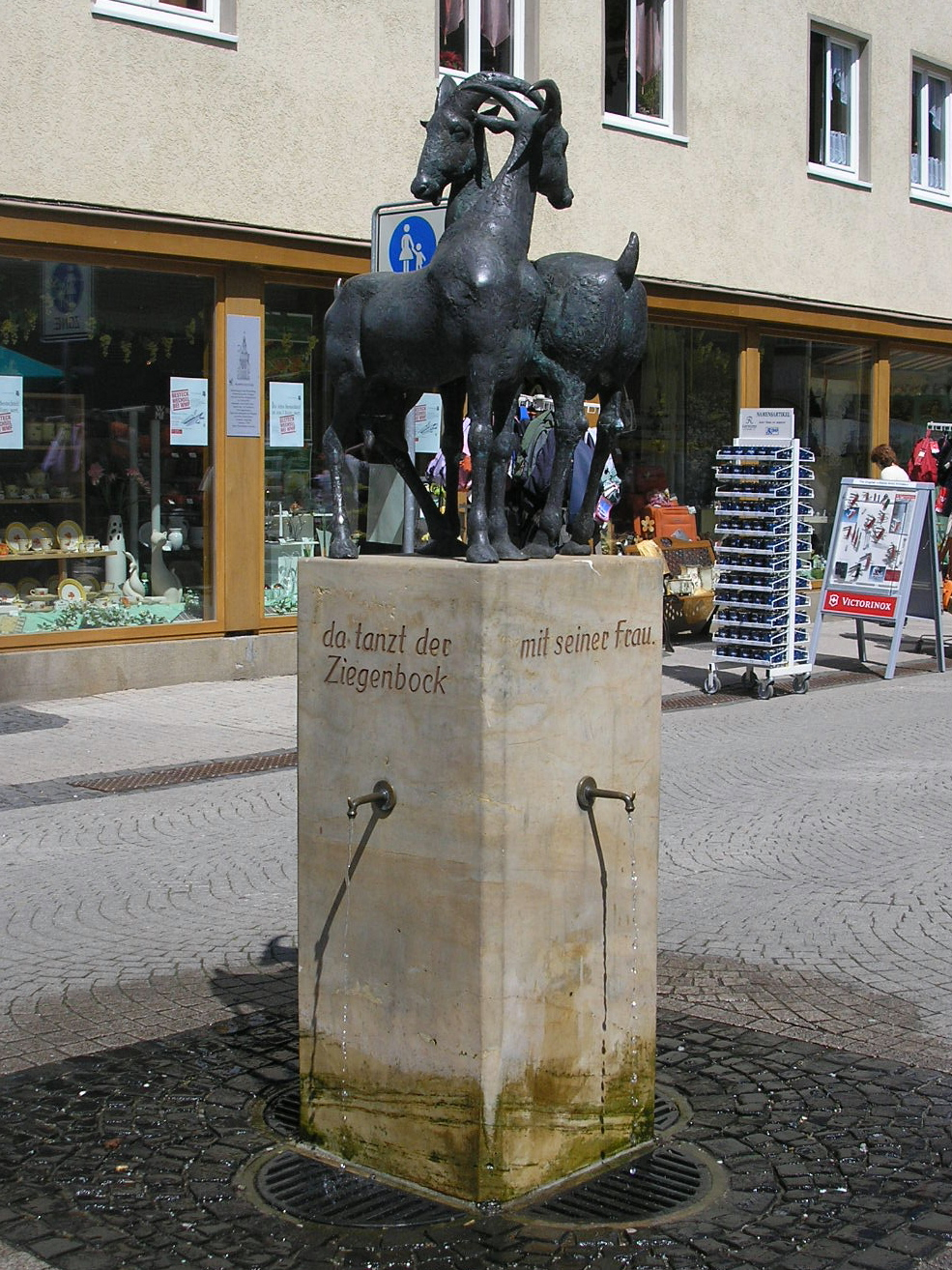
چشمه بز

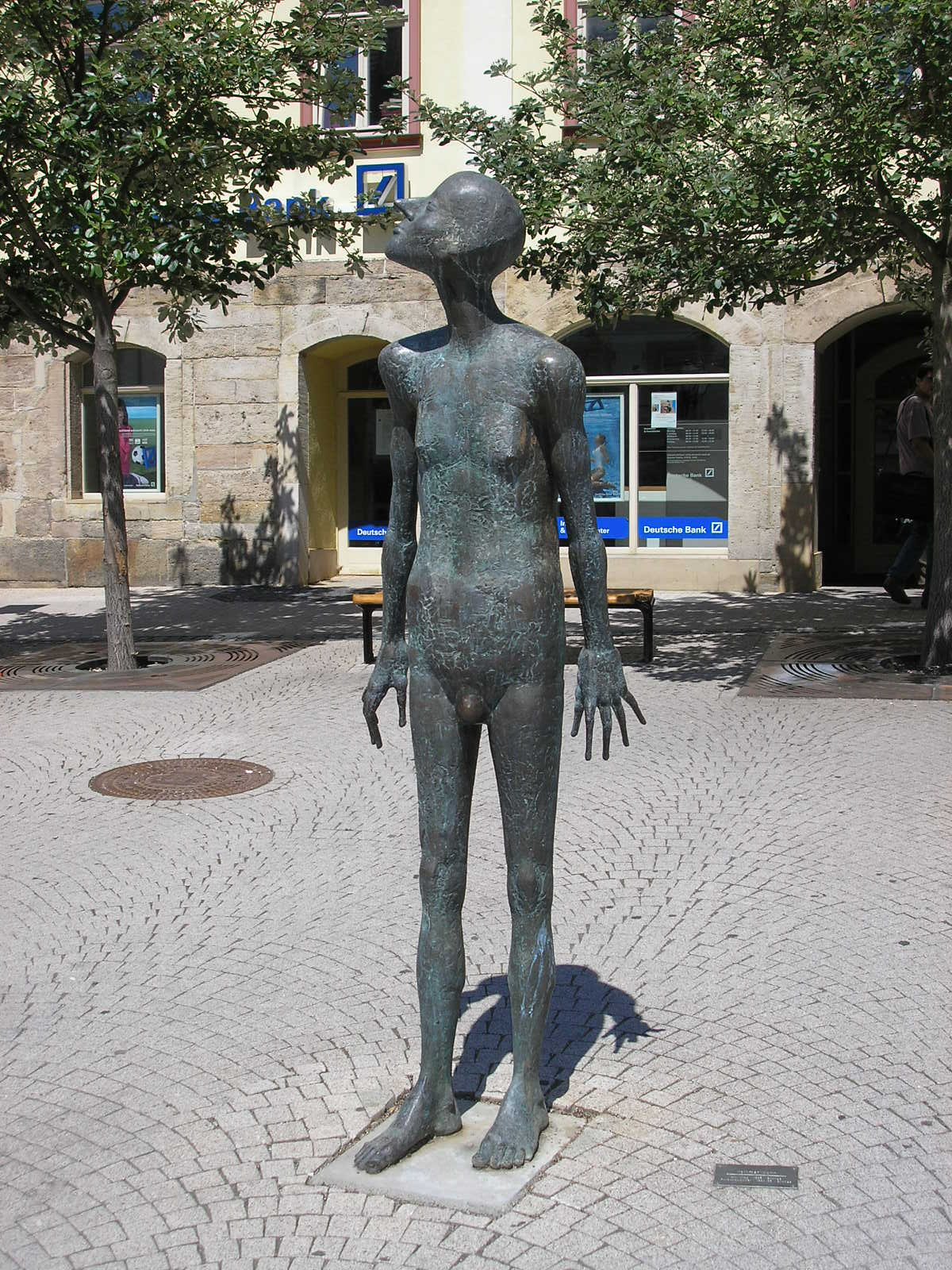
مجسمه برنزی در مرکز شهر

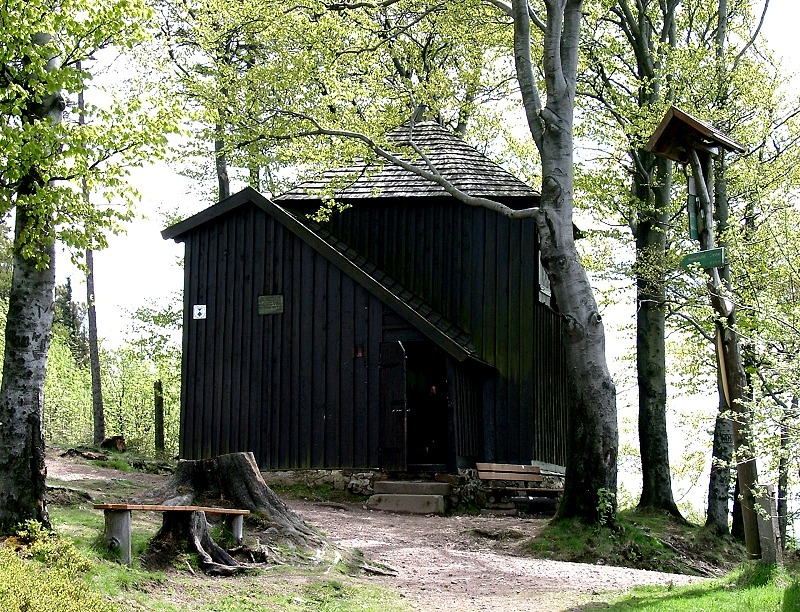
کلبه گوته بر کوه کیکل هان